# Ново политичко размишљање
Ново политичко мишљење (или једноставно ново размишљање) била је доктрина коју је изнео Михаил Горбачов као део својих реформи Совјетског Савеза. Главни елементи били су идеологизација међународне политике, напуштање концепта класне борбе, приоритет универзалних људских интереса над интересима било које класе, повећање међузависности света и међусобна безбедност заснована на политичким, а не војним инструментима, што је представљало значајан помак из ранијих принципа совјетске спољне политике.

## Историја
Године 1987. Горбачов је објавио књигу Перестројка и ново политичко мишљење а децембра 1988. представио је доктрину новог мишљења у свом говору у Уједињеним нацијама.
„Ново размишљање“ је било од виталне потребе за Совјетски Савез да угаси скупу хладноратовску конкуренцију како би наставио унутрашње економске реформе перестројке.
Значајни кораци у овом правцу укључивали су Споразум о нуклеарним снагама средњег домета, совјетско повлачење из Авганистана, престанак подршке комунистичким покретима широм света и олабављење совјетске власти над источном Европом заменом доктрине Брежњева Синатрином доктрином.
Године 1990. Горбачов је добио Нобелову награду за мир „за своју водећу улогу у мировном процесу“.
Укупни ефекат овог развоја био је крај Хладног рата и распад Совјетског царства и на крају самог Совјетског Савеза.